# دیوید بائف
دیوید بائف (روسی: Давид Баев؛ زادهٔ ۷ نوامبر ۱۹۹۷) کشتی‌گیر اهل روسیه در دستهٔ ۷۰ کیلوگرم کشتی آزاد است. بائف قهرمان مسابقات قهرمانی کشتی جهان در سال ۲۰۱۹ و نیز نایب‌قهرمان مسابقات قهرمانی امیدهای جهان در سال ۲۰۱۸ است.